# Tate Armstrong
Michel Taylor "Tate" Armstrong (Moultrie, 5 oktober 1955) is een voormalig Amerikaans basketballer. Hij won met het Amerikaans basketbalteam de gouden medaille op de Olympische Zomerspelen 1976.

## Carrière
Armstrong speelde voor het team van de Duke University, voordat hij in 1977 zich kandidaat stelde voor de NBA draft. Hij werd als 13e gekozen door de Chicago Bulls. In totaal speelde hij 2 seizoenen in de NBA. 
In 1976 werd hij geselecteerd voor het Amerikaans basketbalteam dat mocht deelnemen aan de Olympische Zomerspelen in Montreal. Tijdens de Olympische Spelen speelde Armstrong mee in 6 wedstrijden, inclusief de finale tegen Joegoslavië die de VS met 74-95 winnend kon afsluiten. Gedurende deze wedstrijden scoorde hij 16 punten.
Na zijn carrière als speler was hij werkzaam als business consultant.

## Erelijst
- Olympische Spelen: 1976

## Statistieken
| Seizoen  | Team          | WG | WS | MPW  | 2P%  | FW%  | RPW | APW | SPW | BPW | PPW |
| -------- | ------------- | -- | -- | ---- | ---- | ---- | --- | --- | --- | --- | --- |
| 1977/78  | Chicago Bulls | 66 | 0  | 10,8 | 46,8 | 81,5 | 1,0 | 1,1 | 0,3 | 0,0 | 4,3 |
| 1978/79  | Chicago Bulls | 25 | 0  | 10,2 | 40,0 | 76,9 | 0,8 | 1,2 | 0,4 | 0,0 | 2,6 |
| Carrière | Carrière      | 92 | 0  | 10,6 | 45,4 | 80,0 | 1,0 | 1,1 | 0,4 | 0,0 | 3,8 |